# 新德米特里夫卡 (薩赫諾夫希納區)
49°3′31″N 35°55′31″E / 49.05861°N 35.92528°E
新德米特里夫卡（烏克蘭語：Новодмитрівка），是烏克蘭東部的村莊，隸屬哈爾科夫州的別列斯京區。該村始建於1875年，面積2.96平方公里，海拔高度150米，2001年人口501，人口密度每平方公里169.3人。